# Misumenops pallens
Misumenops pallens är en spindelart som först beskrevs av Eugen von Keyserling 1880.  Misumenops pallens ingår i släktet Misumenops och familjen krabbspindlar. Inga underarter finns listade i Catalogue of Life.